# Mickael Barzalona
Mickaël Barzalona, född 3 augusti 1991 i Avignon i Provence-Alpes-Côte d'Azur i Frankrike, är en fransk jockey. Sedan mars 2012 är han en av de jockeys som rider för Godolphin Racing, och är deras förstejockey i Frankrike. Han rider även löp åt André Fabre och Henri-Alex Pantall.

## Karriär
I juni 2011 red Barzalona hästen Pour Moi till seger i 2011 års upplaga av Epsom Derby. Ekipaget gjorde under löpet en anmärkningsvärd svepning av fältet, och gick från sista till första plats över upploppet, och segrade med ett huvud. Mindre än två veckor senare red Barzelona hästen Opinion Poll till en andraplats i Ascot Gold Cup, endast slagen av favoriten och titelförsvararen Fame and Glory.
Den 31 mars 2012 segrade han i grupp 1-löpet Dubai World Cup med skrällen Monterosso ägd och tränad av Godolphin Racing. Det var Godolphins första seger i löpet sedan 2006.

## Större segrar i urval
| År   | Lopp               | Häst       | Tränare            | Grupp   |
| ---- | ------------------ | ---------- | ------------------ | ------- |
| 2011 | Epsom Derby        | Pour Moi   | André Fabre        | Grupp 1 |
| 2012 | Dubai World Cup    | Monterosso | Mahmood al Zarooni | Grupp 1 |
| 2012 | St Leger Stakes    | Encke      | Mahmood al Zarooni | Grupp 1 |
| 2017 | Breeders' Cup Turf | Talismanic | André Fabre        | Grupp 1 |